# Гуцисько (гміна Руда-Маленецька)
Гуцисько (пол. Hucisko) — село в Польщі, у гміні Руда-Маленецька Конецького повіту Свентокшиського воєводства.
Населення — 115 осіб (2011).
У 1975-1998 роках село належало до Келецького воєводства.

## Демографія
Демографічна структура на день 31 березня 2011 року:
|          | Загалом | Допрацездатний вік | Працездатний вік | Постпрацездатний вік |
| -------- | ------- | ------------------ | ---------------- | -------------------- |
| Чоловіки | 62      | 6                  | 42               | 14                   |
| Жінки    | 53      | 3                  | 29               | 21                   |
| Разом    | 115     | 9                  | 71               | 35                   |